# Aeolesthes chrysophanes
Aeolesthes chrysophanes là một loài bọ cánh cứng trong họ Cerambycidae.